# Backtracks
A Backtracks box set az ausztrál AC/DC együttes 2009 novemberében megjelent díszdobozos kiadványa. A 30x30x10 cm-es doboz Angus és Malcolm Young 1975-ös gitárerősítőjének másolata, és nem csak a box set lemezeit tartalmazza, hanem egy ténylegesen működőképes 1 wattos gitárerősítőről van szó. A hangfelvételek és videók mellett a kiadvány tartalmaz egy 164 oldalas fotóalbumot és rengeteg korabeli plakát, turnéfüzet és egyéb sajtóanyag reprint változatát, továbbá matricát, felvarrót, jelvényt, lemosható tetoválást, gitárpengetőt stb.

## Tartalom

### CD 1 –Studio Rarities
| #   | Cím                                                                         | Eredeti kiadvány                                          | Hossz |
| --- | --------------------------------------------------------------------------- | --------------------------------------------------------- | ----- |
| 1.  | High Voltage (csak a deluxe változaton)                                     | T.N.T. (csak Ausztráliában jelent meg) (1975)             | 4:18  |
| 2.  | Stick Around                                                                | High Voltage (ausztrál kiadás) (1975)                     | 4:40  |
| 3.  | Love Song                                                                   | High Voltage (ausztrál kiadás) (1975)                     | 5:15  |
| 4.  | It's a Long Way to the Top (csak a deluxe változaton)                       | T.N.T. (csak Ausztráliában jelent meg) (1975)             | 5:16  |
| 5.  | Rocker (csak a deluxe változaton)                                           | T.N.T. (csak Ausztráliában jelent meg) (1975)             | 2:55  |
| 6.  | Fling Thing                                                                 | Jailbreak (7" kislemez) (1976)                            | 2:00  |
| 7.  | Dirty Deeds Done Dirt Cheap (csak a deluxe változaton)                      | Dirty Deeds Done Dirt Cheap (ausztrál kiadás) (1976)      | 4:11  |
| 8.  | Ain't No Fun (Waitin' Round to Be a Millionaire) (csak a deluxe változaton) | Dirty Deeds Done Dirt Cheap (ausztrál kiadás) (1976)      | 7:30  |
| 9.  | R.I.P. (Rock in Peace)                                                      | Dirty Deeds Done Dirt Cheap (ausztrál kiadás) (1976)      | 3:35  |
| 10. | Carry Me Home                                                               | Dog Eat Dog (7" kislemez) (1977)                          | 3:58  |
| 11. | Crabsody in Blue                                                            | Let There Be Rock (ausztrál kiadás) (1977)                | 4:43  |
| 12. | Cold Hearted Man                                                            | Powerage (az eredeti európai LP-változat) (1978)          | 3:35  |
| 13. | Who Made Who (csak a deluxe változaton)                                     | Who Made Who (7" kislemez) (1986)                         | 4:50  |
| 14. | Snake Eye                                                                   | Heatseeker (CD kislemez) (1988)                           | 3:16  |
| 15. | Borrowed Time                                                               | That's the Way I Wanna Rock 'n' Roll (CD kislemez) (1988) | 3:45  |
| 16. | Down on the Borderline                                                      | Moneytalks (CD kislemez) (1990)                           | 4:15  |
| 17. | Big Gun                                                                     | Last Action Hero (hivatalos filmzene) (1993)              | 4:20  |
| 18. | Cyberspace                                                                  | Stiff Upper Lip (ausztrál bónusz CD) (2001)               | 2:58  |

### CD 2 –Live Rarities
Minden dalt remastereltek.
| #   | Cím                                                                                       | Eredeti kiadvány                                  | Hossz |
| --- | ----------------------------------------------------------------------------------------- | ------------------------------------------------- | ----- |
| 1.  | Dirty Deeds Done Dirt Cheap (Live in Sydney, 30 Jan. 1977)                                | Long Live the Evolution (válogatásalbum) (1977)   | 5:02  |
| 2.  | Dog Eat Dog (Live in Glasgow, 30 Apr. 1978)                                               | Whole Lotta Rosie (7" kislemez) (1978)            | 4:30  |
| 3.  | Live Wire (Live in London, 2 Nov. 1979)                                                   | Touch Too Much (12" kislemez) (1980)              | 5:05  |
| 4.  | Shot Down in Flames (Live in London, 2 Nov. 1979)                                         | Touch Too Much (12" kislemez) (1980)              | 3:39  |
| 5.  | Back in Black (Live in Landover, MD, 20 Dec. 1981)                                        | Let's Get It Up (12" kislemez) (1982)             | 4:21  |
| 6.  | T.N.T. (Live in Landover, MD, 20 Dec. 1981)                                               | Let's Get It Up (12" kislemez) (1982)             | 3:58  |
| 7.  | Let There Be Rock (Live in Landover, MD, 20 Dec. 1981)                                    | For Those About to Rock (7" kislemez) (1982)      | 7:30  |
| 8.  | Guns for Hire (Live in Detroit, MI, 17 Nov. 1983)                                         | Who Made Who (7" kislemez) (1986)                 | 5:21  |
| 9.  | Sin City (Live in Detroit, MI, 17 Nov. 1983 - csak a deluxe változaton)                   | Nervous Shakedown (12" kislemez) (1984)           | 5:30  |
| 10. | Rock and Roll Ain't Noise Pollution (Live in Detroit, MI, 17 Nov. 1983)                   | Nervous Shakedown (12" kislemez) (1984)           | 4:15  |
| 11. | This House Is On Fire (Live in Detroit, MI, 17 Nov. 1983)                                 | Nervous Shakedown (12" kislemez) (1984)           | 3:25  |
| 12. | You Shook Me All Night Long (Live in Detroit, MI, 17 Nov. 1983)                           | You Shook Me All Night Long (12" kislemez) (1986) | 3:30  |
| 13. | Jailbreak (Live in Dallas, TX, 12 Oct. 1985)                                              | Shake Your Foundations (12" kislemez) (1986)      | 13:22 |
| 14. | Shoot to Thrill (Live at Donington, 17 Aug. 1991) - csak a deluxe változaton)             | Dirty Deeds Done Dirt Cheap (CD kislemez) (1992)  | 5:30  |
| 15. | Hell Ain't a Bad Place to Be (Live at Donington, 17 Aug. 1991 - csak a deluxe változaton) | Live (japán kiadás) (1992)                        | 4:37  |

### CD 3 –Live Rarities Bonus Disc
A deluxe változat egy második koncertválogatást is tartalmaz. Három dal a standard változaton is szerepel.
| #   | Cím                                                                                  | Eredeti kiadvány                                          | Hossz |
| --- | ------------------------------------------------------------------------------------ | --------------------------------------------------------- | ----- |
| 1.  | High Voltage (Live at Donington, 17 Aug. 1991)                                       | Highway to Hell (CD maxi kislemez) (1992)                 | 9:25  |
| 2.  | Hells Bells (Live at Donington, 17 Aug. 1991)                                        | Highway to Hell (CD maxi kislemez) (1992)                 | 5:57  |
| 3.  | Whole Lotta Rosie (Live at Donington, 17 Aug. 1991)                                  | Hail Caesar (CD kislemez) (1995)                          | 4:45  |
| 4.  | Dirty Deeds Done Dirt Cheap (Live at Donington, 17 Aug. 1991)                        | Dirty Deeds Done Dirt Cheap (CD kislemez) (1992)          | 5:00  |
| 5.  | Highway to Hell (Live in Moscow, 28 Sep. 1991 - a standard változaton is)            | 5 Titres Inedits En Concert (ötszámos francia CD) (1993)  | 4:00  |
| 6.  | Back in Black (Live in Moscow, 28 Sep. 1991)                                         | Big Gun (CD kislemez) (1993)                              | 4:10  |
| 7.  | For Those About to Rock (Live in Moscow, 28 Sep. 1991 - a standard változaton is)    | Big Gun (CD kislemez) (1993)                              | 6:50  |
| 8.  | Ballbreaker (Live in Madrid, 10 Jul. 1996)                                           | Stiff Upper Lip (ausztrál bónusz CD) (2001)               | 4:40  |
| 9.  | Hard as a Rock (Live in Madrid, 10 Jul. 1996)                                        | Stiff Upper Lip (ausztrál bónusz CD) (2001)               | 4:50  |
| 10. | Dog Eat Dog (Live in Madrid, 10 Jul. 1996)                                           | 3 Live Tracks (No Bull promo CD kislemez) (1996)          | 4:46  |
| 11. | Hail Caesar (Live in Madrid, 10 Jul. 1996)                                           | 3 Live Tracks (No Bull promo CD kislemez) (1996)          | 5:25  |
| 12. | Whole Lotta Rosie (Live in Madrid, 10 Jul. 1996)                                     | Stiff Upper Lip (ausztrál bónusz CD) (2001)               | 5:27  |
| 13. | You Shook Me All Night Long (Live in Madrid, 10 Jul. 1996)                           | Privát részek (hivatalos filmzene) (1997)                 | 3:58  |
| 14. | Safe in New York City (Live in Phoenix, AZ, 13 Sep. 2000 - a standard változaton is) | Safe in New York City (amerikai promo CD kislemez) (2000) | 3:55  |

### DVD 1 –Family Jewelspt.3
A 2005-ben megjelent Family Jewels dupla DVD folytatása.
Videóklipek
1. "Big Gun"
2. "Hard as a Rock"
3. "Hail Caesar"
4. "Cover You in Oil"
5. "Stiff Upper Lip"
6. "Satellite Blues"
7. "Safe in New York City"
8. "Rock 'n' Roll Train"
9. "Anything Goes"

Bónusz videók
1. "Jailbreak"
2. "It's a Long Way to the Top (If You Wanna Rock 'n' Roll)"
3. "Highway to Hell"
4. "You Shook Me All Night Long"
5. "Guns for Hire"
6. "Dirty Deeds Done Dirt Cheap (live)
7. "Highway to Hell" (live)

További bónuszok
1. "The Making of "Hard as a Rock"
2. "The Making of "Rock 'n' Roll Train"

### DVD 2 –"Live at the Circus Krone" (2003) Bonus Disc
A koncertfelvétel a müncheni Circus Krone Buildingben készült és csak a deluxe változatban elérhető.
Számlista
1. Introduction
2. "Hell Ain't a Bad Place to Be"
3. "Back in Black"
4. "Stiff Upper Lip"
5. "Shoot to Thrill"
6. "Thunderstruck"
7. "Rock 'n' Roll Damnation"
8. "What's Next to the Moon"
9. "Hard as a Rock"
10. "Bad Boy Boogie"
11. "The Jack"
12. "If You Want Blood (You've Got It)"
13. "Hells Bells"
14. "Dirty Deeds Done Dirt Cheap"
15. "Rock 'n' Roll Ain't Noise Pollution"
16. "T.N.T."
17. "Let There Be Rock"
18. "Highway to Hell"
19. "For Those About to Rock (We Salute You)"
20. "Whole Lotta Rosie"

### Rarities(180-grammos LP)
A Studio Rarities CD tizenkét különleges dala 180 grammos bakelitlemezen is a dobozba került, és külön az LP számára újramaszterelték ezeket a számokat.

#### A-oldal
1. "Stick Around"
2. "Love Song"
3. "Fling Thing"
4. "R.I.P (Rock in Peace)"
5. "Carry Me Home"
6. "Crabsody in Blue"

#### B-oldal
1. "Cold Hearted Man"
2. "Snake Eye"
3. "Borrowed Time"
4. "Down on the Borderline"
5. "Big Gun"
6. "Cyberspace"